# Keisuke Moriya
Keisuke Moriya (japanisch 森谷 佳祐 Moriya Keisuke; * 11. Juli 1986 in der Präfektur Kanagawa) ist ein ehemaliger japanischer Fußballspieler.

## Karriere
Seinen ersten Vertrag unterschrieb er 2005 bei Shonan Bellmare. Der Verein spielte in der zweithöchsten Liga des Landes, der J2 League. Für den Verein absolvierte er 10 Ligaspiele. 2008 wechselte er zu SC Sagamihara. Ende 2013 beendete er seine Karriere als Fußballspieler.